# Attaque d'Azazga
L'attaque d'Azazga est commise par AQMI contre un poste de l'armée algérienne le 15 avril 2011.

## Déroulement
Le soir du 15 avril 2011, vers 19 heures, un poste de l'Armée nationale populaire situé à la sortie de la commune d'Azazga, près de la forêt de Yakouren, est attaqué par des jihadistes salafistes. Ces derniers commencent par poser des engins explosifs et bloquer les routes avec des arbres afin d'empêcher l'arrivée de renforts, puis ils tirent des coups de feu en l'air afin d'attirer les soldats dans une embuscade, ils attaquent alors avec des mitrailleuses, des bombes, des grenades et des mortiers,.
Selon des témoignages d'habitants, au moins 14 militaires sont morts, 12 ont été blessés et un cadavre laissé par les assaillants est retrouvé près d'une route,.
Le 20 avril, l'attaque est revendiquée par Al-Qaida au Maghreb islamique, le groupe armé jihadiste affirme qu'environ 30 militaires ont été tués ou blessés et qu'un seul de ses combattants est mort pendant l'affrontement.